# Paromola cuvieri
Paromola cuvieri är en kräftdjursart som först beskrevs av Risso 1816.  Paromola cuvieri ingår i släktet Paromola och familjen Homolidae. Arten har ej påträffats i Sverige. Inga underarter finns listade i Catalogue of Life.